# Burlesque
Burlesque е саундтрак на американските поп-певици Кристина Агилера и Шер издаден на 19 ноември 2010 г. в САЩ и Великобритания. Налице са елементите на Поп, R&B, Соул, Джаз и Блус. Албумът е част от филма Burlesque който е пуснат в премиера на 24 ноември 2010. Албумът е продуциран от Steven Antin, Linda Perry, Matt Serletic, Matthew Gerrard, The Phantom Boyz, Ron Fair, Samuel Dixon, Steve Lindsey, Tricky Stewart.

## Списък на песните
1. „Something's Got a Hold on Me“ – 3:04
2. „Welcome to Burlesque“ (Шер) – 2:46
3. „Tough Lover“ – 2:00
4. „But I Am a Good Girl“ – 2:29
5. „Guy What Takes His Time“ – 2:43
6. „Express“ – 4:20
7. „You Haven't Seen the Last of Me“ (Шер) – 3:30
8. „Bound to You“ – 4:23
9. „Show Me How You Burlesque“ – 2:59
10. „The Beautiful People (от Burlesque)“ – 3:31